# たけのこの山
もしかして
- たけのこの里
- きのこの山

のいずれかではありませんか？